# Залізнична фалеристика
Залізнична фалеристика — колекціонування емблем, нагрудних знаків, медалей, жетонів, присвячених залізничній тематиці. На об'єктах колекціонування в малюнках і написах відображені історія залізниць, зразки залізничної техніки, досягнення і розвиток залізничного транспорту.

## Предмети залізничної фалеристики
поділяються на:
- службові — вказують на приналежність їх власника до залізничного відомства або до залізничних організацій;
- академічні — свідчать про закінчення залізничного навчального закладу;
- членські — засвідчують належність до творчого, професійного і т. ін. союзу, клубу, суспільству;
- пам'ятні присвячені знаменним подіям, датам, ювілеям;
- сувенірні — із зображеннями станцій, вокзалів, історичних місць, що символізують проведення виставок, з'їздів, конференцій.

## Історія
Одним з перших знаків, що належать до предметів залізничної фалеристики, є технічний знак залізничників, який був призначений для носіння на службовому одязі, введений Міністерством шляхів сполучення Росії. В описі і правилах, виданих в 1905 році, вказувалося, що знак у вигляді позолочених якоря і сокири призначався тільки «для тих, хто закінчив курс в інженерному Московському училищі інженерів-будівельників» (пізніше Московський інститут інженерів залізничного транспорту). Цей знак носили фахівці всіх видів транспорту: водного, шосейного і залізничного. Службовці Царьськосільської залізниці носили на мундирі емблему складної форми — знак, утворений з гербів Санкт-Петербурга і Царського села увінчаний короною.
У 1932 році наказом НКПС технічний знак для залізничників був замінений металевою, покритою червоною емаллю зіркою з зображенням паровоза (для головного убору) і знаком, що складається з перехрещених гайкового (французького) ключа і молотка (для петлиць). Одним з напрямків залізничної фалеристики є збирання ювілейних і пам'ятних медалей. 
Сторіччя з дня відкриття першого в Росії транспортного інституту — Інституту корпусу інженерів шляхів сполучення в Петербурзі було широко відзначено громадськістю в 1910 році. Були випущені великі і малі ювілейні медалі, срібні жетони і медалі "Автору праці, удостоєного премії ім. Д. І. Журавського ". Малі ювілейні медалі золотої гідності були вручені трьом студентам за кращі дипломні проекти. Медалями (тільки позолоченими) відзначалися кращі проекти аж до 1916 року. Одна із значних колекцій цих нагород зберігається в Музеї залізничного транспорту в Санкт-Петербурзі. Великий срібною медаллю премії імені мостобудівника професора Журавського, також випускника інституту, нагороджувалися викладачі, малої — студенти. На честь 150-річчя інституту в 1959 році на Монетному дворі було відлито ювілейний знак, виконаний з посрібленою бронзи, з накладкою корпусу тепловоза зі срібла. На двох зміщених паралелепіпедах, покритих зеленою і червоною емаллю, зображені технічний знак МПС і дати 1809—1959.

## Пам'ятні медалі
Пам'ятні медалі вибивалися в честь створення майже всіх російських залізниць. Такий медаллю було відзначено відкриття Царськосільської залізниці. На лицьовій стороні напис: «Перша залізниця від Санкт-Петербурга до Павловська відкрита 30 жовтня 1837»; на зворотному боці зображений паровоз типу «0-3-0» зарубіжної споруди. По периметру є напис: "Будівельником першої залізниці був чех — Франц Герстнер. Медаль є надзвичайно рідкісним предметом, два примірника зберігаються в Ярославському краєзнавчому музеї.
В ознаменування будівництва Варшавсько — Віденської залізниці в 1845 році вибита пам'ятна медаль з посрібленої червоної міді із зображенням паровоза і написом на лицьовому боці: «Пар зближує відстані». На зворотному боці текст: «Пам'ятка. Відкриття двох станцій Варшавсько — Віденської залізниці до Пруткова і Гродзіска. 1/4 травня 1845 р.»
Пам'ять про Петербург-Московську залізницю відбилася в великому числі фалеристичних предметів: — пам'ятна і службова медалі будівельників дороги; — нагрудні знаки для машиністів, помічників машиністів, стрілочників та інших працівників і службовців; — кокарди (фуражні і нагрудні).
У листопаді 1901 року до 50-річчя дороги виготовлені пам'ятні знаки, які вручалися ветеранам, які пропрацювали 25 і 30 років. Знак являє собою неправильної форми овал, на якому розташований державний герб Росії з емблемою шляхів сполучення, римськими цифрами XXV і XXXV, датами 1851—1901. По периметру овалу нанесений напис: «Миколаївська залізниця».
На честь закінчення спорудження Петербург — Варшавської залізниці і Московсько — Нижньогородської залізниці в 1862 році випущено срібні жетони. Подібні жетони, виконані в тому ж стилі, з'явилися в зв'язку з завершенням прокладання інших доріг, в тому числі Оренбурзької, Ростово — Владикавказької.
На честь закінчення будівництва вибивалися також медалі: «В пам'ять споруди Катеринської залізниці, 1881—1884»
«В пам'ять споруди Сурамського тунелю, 1886—1890».